# Кашикадаси
Кашикадаси  (тур. Kaşıkadası — «острів-ложка», названий так із-за своєї форми або Піта (грец. Πίτα)) — один з найменших Принцевих островів в Мармуровому морі біля Стамбула. Площа острова 0,006 км². Розташовується між Буйюкадою і Хейбеліадою. Адміністративно входить у район Адалар провінції Стамбул.